# Escudo de Alfahuir

Escudo oficial de Alfahuir

El escudo oficial de Alfahuir tiene el siguiente blasonamiento:
Escudo cuadrilongo de punta redonda. En campo de azur, un león rampante de oro, sobremontado por un capelo de gulas con cordones de quince borlas en cinco órdenes. Arriba, bordura de ocho piezas de oro. Por timbre, una corona real abierta.

## Historia
Resolución del 21 de mayo de 1998, del conseller de Presidencia. Publicado en el DOGV núm. 3.286, del 15 de julio de 1998.
El capelo de cardenal y el león son las armas del Monasterio de San Jerónimo de Cotalba, el abad del que fue el antiguo señor del municipio. La bordura es un elemento distintivo de este escudo municipal.